# Toki wo Koe Sora wo Koe / Password is 0
Singles de Morning Musume '14
Egao no Kimi wa Taiyō sa / Kimi no Kawari wa Iyashinai / What is Love?
(2014) Tiki Bun / Shabadabadō / Mikaeri Bijin
(2014)
Toki wo Koe Sora wo Koe / Password is 0 (時空を超え 宇宙を超え/Password is 0) est le 56e single du groupe Morning Musume, en fait attribué à "Morning Musume。'14".

## Présentation
Le single, écrit, composé et produit par Tsunku, sort le 16 avril 2014 au Japon sur le label zetima, deux mois et demi seulement après le précédent single du groupe, Egao no Kimi wa Taiyō sa / Kimi no Kawari wa Iyashinai / What is Love?. Comme les quatre précédent singles du groupe, il atteint la première place du classement des ventes de l'oricon.
C'est le deuxième single que sort le groupe sous son appellation temporaire "Morning Musume '14" (モーニング娘。’14, prononcé « one four ») destinée à être utilisée durant l'année 2014, et c'est son troisième disque à être identifié de cette façon par son année de sortie.
En excluant le précédent single (un "triple face A"), c'est le quatrième single "double face A" officiel du groupe, contenant deux chansons principales et leurs versions instrumentales (Toki wo Koe Sora wo Koe et Password is 0), après One, Two, Three / The Matenrō Show, Brainstorming / Kimi Sae Ireba Nani mo Iranai et Wagamama Ki no Mama Ai no Joke / Ai no Gundan sortis en 2012 et 2013 (le groupe avait cependant déjà sorti deux singles "double face A" officieux sur le même modèle : The Peace! en 2001, et Kono Chikyū no Heiwa wo Honki de Negatterun da yo! en 2011).
Comme les quatre singles le précédant, le single sort en deux éditions régulières différentes notées "A" et "B", avec des pochettes différentes ; il sort également dans quatre éditions limitées, notées "A", "B", "C", et "D", avec des pochettes différentes et contenant chacune un DVD différent en supplément. Les CD des deux éditions régulières et de l'édition limitée D contiennent en supplément un cinquième titre, une version alternative de la deuxième chanson ; les deux versions de ce titre ont été utilisées comme thèmes musicaux dans une campagne publicitaire pour l'opérateur "au".
Les deux chansons du single figureront sur le prochain album du groupe, 14 Shō ~The Message~, qui sortira six mois plus tard.

## Formation
Membres du groupe créditées sur le single :
- 6e génération : Sayumi Michishige
- 9e génération : Mizuki Fukumura, Erina Ikuta, Riho Sayashi, Kanon Suzuki
- 10e génération : Haruna Iikubo, Ayumi Ishida, Masaki Satō, Haruka Kudō
- 11e génération : Sakura Oda

## Listes des titres
| CD des éditions régulières (A, B) et de l'édition limitée D | CD des éditions régulières (A, B) et de l'édition limitée D       | CD des éditions régulières (A, B) et de l'édition limitée D | CD des éditions régulières (A, B) et de l'édition limitée D | CD des éditions régulières (A, B) et de l'édition limitée D | CD des éditions régulières (A, B) et de l'édition limitée D | CD des éditions régulières (A, B) et de l'édition limitée D | CD des éditions régulières (A, B) et de l'édition limitée D | CD des éditions régulières (A, B) et de l'édition limitée D | CD des éditions régulières (A, B) et de l'édition limitée D |
| No                                                          | Titre                                                             | Durée                                                       |                                                             |                                                             |                                                             |                                                             |                                                             |                                                             |                                                             |
| ----------------------------------------------------------- | ----------------------------------------------------------------- | ----------------------------------------------------------- | ----------------------------------------------------------- | ----------------------------------------------------------- | ----------------------------------------------------------- | ----------------------------------------------------------- | ----------------------------------------------------------- | ----------------------------------------------------------- | ----------------------------------------------------------- |
| 1.                                                          | Toki wo Koe Sora wo Koe (時空を超え 宇宙を超え)                   | 4:49                                                        |                                                             |                                                             |                                                             |                                                             |                                                             |                                                             |                                                             |
| 2.                                                          | Password is 0                                                     | 4:34                                                        |                                                             |                                                             |                                                             |                                                             |                                                             |                                                             |                                                             |
| 3.                                                          | Password is 0 (Morimusu Ver.) (... モリ娘。Ver.)                  | 4:35                                                        |                                                             |                                                             |                                                             |                                                             |                                                             |                                                             |                                                             |
| 4.                                                          | Toki wo Koe Sora wo Koe (Instrumental) (時空を超え 宇宙を超え...) | 4:48                                                        |                                                             |                                                             |                                                             |                                                             |                                                             |                                                             |                                                             |
| 5.                                                          | Password is 0 (Instrumental)                                      | 4:32                                                        |                                                             |                                                             |                                                             |                                                             |                                                             |                                                             |                                                             |
| 21:98                                                       |                                                                   |                                                             |                                                             |                                                             |                                                             |                                                             |                                                             |                                                             |                                                             |

| 1. | Password is 0 (Dance Shot Ver.)                                          |  |
| 2. | Password is 0 (Morimusu Special Movie) (... モリ娘。 スペシャルムービー) |  |

| CD des éditions limitées A, B, et C | CD des éditions limitées A, B, et C                               | CD des éditions limitées A, B, et C | CD des éditions limitées A, B, et C | CD des éditions limitées A, B, et C | CD des éditions limitées A, B, et C | CD des éditions limitées A, B, et C | CD des éditions limitées A, B, et C | CD des éditions limitées A, B, et C | CD des éditions limitées A, B, et C |
| No                                  | Titre                                                             | Durée                               |                                     |                                     |                                     |                                     |                                     |                                     |                                     |
| ----------------------------------- | ----------------------------------------------------------------- | ----------------------------------- | ----------------------------------- | ----------------------------------- | ----------------------------------- | ----------------------------------- | ----------------------------------- | ----------------------------------- | ----------------------------------- |
| 1.                                  | Toki wo Koe Sora wo Koe (時空を超え 宇宙を超え)                   | 4:49                                |                                     |                                     |                                     |                                     |                                     |                                     |                                     |
| 2.                                  | Password is 0                                                     | 4:34                                |                                     |                                     |                                     |                                     |                                     |                                     |                                     |
| 3.                                  | Toki wo Koe Sora wo Koe (Instrumental) (時空を超え 宇宙を超え...) | 4:48                                |                                     |                                     |                                     |                                     |                                     |                                     |                                     |
| 4.                                  | Password is 0 (Instrumental)                                      | 4:32                                |                                     |                                     |                                     |                                     |                                     |                                     |                                     |
| 17:63                               |                                                                   |                                     |                                     |                                     |                                     |                                     |                                     |                                     |                                     |

| 1. | Toki wo Koe Sora wo Koe (Music Video) (時空を超え 宇宙を超え...) |  |

| 1. | Password is 0 (Music Video) |  |

| 1. | Toki wo Koe Sora wo Koe (Dance Shot Ver.) (時空を超え 宇宙を超え...) |  |